# Nível de evidência
O nível de evidência, em ciência, corresponde à abordagem realizada para classificar a força de evidência dos estudos científicos. Se refere ao método utilizado na obtenção da informação ou decisão de acordo com sua credibilidade científica.
Em medicina, considera-se como hierarquia da força da evidência para decisões sobre o tratamento, a seguinte sequência:
1. revisão sistemática de ensaios clínicos randomizados e controlados
2. revisão sistemática de ensaios clínicos observacionais
3. um estudo observacional
4. observações clínicas não sistemáticas.